# Calamagrostis licentiana
Calamagrostis licentiana är en gräsart som beskrevs av Hand.-mazz. Calamagrostis licentiana ingår i släktet rör, och familjen gräs. Inga underarter finns listade i Catalogue of Life.